# 東亞曲尾蘚
東亞曲尾蘚（学名：Dicranum nipponense）为曲尾蘚科曲尾蘚屬下的一个种。